# Wiktor Dyduła
Wiktor Dyduła (ur. 20 czerwca 1997 w Gdańsku) – polski piosenkarz, autor tekstów i kompozytor.

## Życiorys
Urodził się 20 czerwca 1997 w Gdańsku, a dorastał w Przywidzu.
Choć od wczesnych lat pasjonował się muzyką, nie zdecydował się na podjęcie nauki w szkole muzycznej, pozostając samoukiem. Nauczył się grać na gitarze, a także pisał teksty piosenek. Jednocześnie kontynuował edukację w klasie o profilu humanistycznym.
Pod koniec gimnazjum zaczął nagrywać covery, które publikował w serwisie YouTube. W następstwie tego założył zespół muzyczny o nazwie Konsternacja, który współtworzył z kolegą z licealnej klasy.
W 2017 wziął udział w piątej edycji talent show Polsatu Idol, odpadając na etapie teatralnym. W 2021 zajął czwarte miejsce w finale 12. edycji programu TVP2 The Voice of Poland. W programie premierowo wykonał swój debiutancki singel – „Dobrze wiesz, że tęsknię”, z którym dotarł do 11. miejsca polskiej listy airplay i uzyskał wyróżnienie złotej płyty. Po zakończeniu programu podpisał kontrakt fonograficzny z wytwórnią płytową Polydor Records.
W kwietniu 2022 wydał singel „Koło fortuny”, z którym zajął 16. miejsce na polskiej liście airplay i za którego sprzedaż zdobył certyfikat złotej płyty. Z utworem wziął udział w konkursie o Bursztynowego Słowika podczas Top of the Top Sopot Festival 2022. Następnie wydał single: „Złości miłości”, „Ćwierć wieku”, „Santorini” i „Pal licho!”. Ostatni z nich wszedł na listę airplay w Polsce, zajmując 21. miejsce. W 2022 nagrał także cover świątecznego utworu „Feliz Navidad” i zaśpiewał gościnnie w piosence Helucze „Róża bez kolca”. 17 marca 2023 wydał debiutancki album studyjny pt. Pal licho!, z którym zadebiutował na 12. miejscu listy sprzedaży OLiS. Latem tego samego roku wziął udział w trasie koncertowej Męskie Granie 2023, a jesienią odbył trasę koncertową „Pal licho! Tour”, na której promował swój debiutancki album.
W czerwcu 2024 wydał singel „Tam słońce, gdzie my”, z którym dotarł do pierwszego miejsca polskiej listy airplay i 13. miejsca polskiej listy singli w streamie, a za jego sprzedaż otrzymał certyfikat potrójnie platynowej płyty. Z tym utworem był nominowany do Fryderyka 2025 w kategorii „singel roku pop”. W sierpniu 2024 wydał singel „Motyla noga!”. Latem 2024 w parze z siostrą, Anną, uczestniczył w szóstej edycji programu rozrywkowego Azja Express w TVN. We wrześniu tego roku wziął udział w nagraniu nowej wersji utworu „Moja i twoja nadzieja” w ramach charytatywnej akcji #RazemDlaWas na rzecz ofiar powodzi w Europie Środkowej. W listopadzie wydał „Szybkie tempo”, trzeci singel zapowiadający jego drugi album studyjny i dotarł do 16. miejsca polskiej listy airplay z tym utworem. W styczniu 2025 zaśpiewał gościnnie w piosence Bovskiej pt. „Tsunami”, a w marcu wydał kolejny singel ze swojej drugiej płyty, „Nie mówię tak, nie mówię nie”, w duecie z Kasią Sienkiewicz, który uplasował się na pierwszej pozycji listy polskiego airplay’a. Jego drugi album studyjny pt. Tak jak tutaj stoję ukazał się 4 kwietnia 2025. Wydawnictwo dotarło do pierwszego miejsca listy OLiS i uzyskało status złotej płyty.

## Dyskografia

### Albumy studyjne
| Rok  | Dane dot. albumu | Najwyższa pozycja na liście | Certyfikat         | Sprzedaż       |
| Rok  | Dane dot. albumu | POL                         | Certyfikat         | Sprzedaż       |
| ---- | --- | --------------------------- | ------------------ | -------------- |
| 2023 | Pal licho! - Wydany: 17 marca 2023 - Wydawca: Polydor Records - Formaty: CD, digital download, streaming            | 12                          |                    |                |
| 2025 | Tak jak tutaj stoję - Wydany: 4 kwietnia 2025 - Wydawca: Polydor Records - Formaty: CD, digital download, streaming | 1                           | - POL: złota płyta | - POL: 15 000+ |

### Single
| Rok | Tytuł                                                         | Najwyższe pozycje na listach | Najwyższe pozycje na listach | Najwyższe pozycje na listach | Certyfikat                | Sprzedaż        | Album               |
| Rok | Tytuł                                                         | POL (airplay)                | POL (streaming)              | POL (Billboard)              | Certyfikat                | Sprzedaż        | Album               |
| --- | ------------------------------------------------------------- | ---------------------------- | ---------------------------- | ---------------------------- | ------------------------- | --------------- | ------------------- |
| 2021 | „Dobrze wiesz, że tęsknię”                                    | 11                           | X                            | X                            | - POL: złota płyta        | - POL: 25 000+  | Pal licho!          |
| 2022 | „Koło fortuny”                                                | 16                           | X                            | –                            | - POL: złota płyta        | - POL: 25 000+  | Pal licho!          |
| 2022 | „Złości miłości”                                              | –                            | X                            | –                            |                           |                 | Pal licho!          |
| 2022 | „Ćwierć wieku”                                                | –                            | X                            | –                            |                           |                 | Pal licho!          |
| 2022 | „Santorini”                                                   | –                            | X                            | –                            |                           |                 | Pal licho!          |
| 2022 | „Feliz Navidad”                                               | 80                           | X                            | –                            |                           |                 | –                   |
| 2022 | „Pal licho!”                                                  | 21                           | X                            | –                            |                           |                 | Pal licho!          |
| 2024 | „Tam słońce, gdzie my”                                        | 1                            | 13                           | 13                           | - POL: 3× platynowa płyta | - POL: 150 000+ | Tak jak tutaj stoję |
| 2024 | „Motyla noga!”                                                | –                            | –                            | –                            |                           |                 | Tak jak tutaj stoję |
| 2024 | „Szybkie tempo”                                               | 16                           | –                            | –                            |                           |                 | Tak jak tutaj stoję |
| 2025 | „Nie mówię tak, nie mówię nie” (gościnnie: Kasia Sienkiewicz) | 1                            | 100                          | –                            |                           |                 | Tak jak tutaj stoję |
| „–” oznacza, że singel nie był notowany na danej liście. „X” oznacza, że lista nie istniała w danym okresie. |                                                               |                              |                              |                              |                           |                 |                     |

#### Z gościnnym udziałem
| Rok                                                      | Tytuł                                                                     | Najwyższa pozycja na liście | Album |
| Rok                                                      | Tytuł                                                                     | POL (airplay)               | Album |
| -------------------------------------------------------- | ------------------------------------------------------------------------- | --------------------------- | ----- |
| 2022                                                     | „Róża bez kolca” (Helucze, gościnnie: Wiktor Dyduła)                      | –                           | –     |
| 2024                                                     | „Moja i twoja nadzieja” (singel charytatywny w ramach akcji #RazemDlaWas) | 68                          | –     |
| 2025                                                     | „Tsunami” (Bovska, gościnnie: Wiktor Dyduła)                              | –                           | –     |
| 2025                                                     | „Ponton” (nago, gościnnie: Wiktor Dyduła)                                 | –                           | –     |
| „–” oznacza, że singel nie był notowany na danej liście. |                                                                           |                             |       |

### Pozostałe utwory
| Rok  | Album                                            | Uwagi                                                           | Źródło |
| ---- | ------------------------------------------------ | --------------------------------------------------------------- | ------ |
| 2024 | Zbigniew Wodecki i Kamil Pater – Wodecki / Pater | śpiew w utworach „Chałupy Welcome to” i „Znajdziesz mnie znowu” | [ 36 ] |

### Teledyski
| Rok       | Tytuł                          | Reżyseria                  | Źródło |
| --------- | ------------------------------ | -------------------------- | ------ |
| 2022      | „Koło fortuny”                 | Paweł Grabowski            | [ 37 ] |
| 2022      | „Złości miłości”               | Marcin Kopiec              | [ 38 ] |
| 2022      | „Ćwierć wieku”                 | Marcin Kopiec              | [ 39 ] |
| 2022      | „Santorini”                    | Tetiana Galitsyna          | [ 15 ] |
| 2022      | „Pal licho!”                   | Michał Sierakowski         | [ 16 ] |
| 2023      | „Adios”                        | Michał Sierakowski         | [ 40 ] |
| 2024      | „Tam słońce, gdzie my”         | Michał Sierakowski         | [ 41 ] |
| 2024      | „Motyla noga!”                 | Marco Couto, Wiktor Dyduła | [ 42 ] |
| 2024      | „Szybkie tempo”                | Bartosz Kordek             | [ 29 ] |
| 2025      | „Nie mówię tak, nie mówię nie” | Michał Sierakowski         | [ 31 ] |
| Gościnnie |                                |                            |        |
| 2022      | „Róża bez kolca”               | Grzegorz Gołaszewski       | [ 43 ] |
| 2024      | „Moja i twoja nadzieja”        | Armin Kurasz               | [ 28 ] |
| 2025      | „Tsunami”                      | Michał Sierakowski         | [ 44 ] |

## Nominacje
| Rok  | Konkurs                       | Kategoria                                 | Rezultat  |
| ---- | ----------------------------- | ----------------------------------------- | --------- |
| 2022 | Top of the Top Sopot Festival | Bursztynowy Słowik („Koło fortuny”)       | Nominacja |
| 2025 | Fryderyk                      | Singiel roku pop („Tam słońce, gdzie my”) | Nominacja |